# Infierno fiscal
El término infierno fiscal se usa generalmente para referirse a un país o lugar con tasas impositivas muy altas. Según algunas definiciones, infierno fiscal también significa una burocracia fiscal opresiva u onerosa. En algunos casos, la presión fiscal efectiva es difícil de medir para una comparación.